# ویشاپاکار

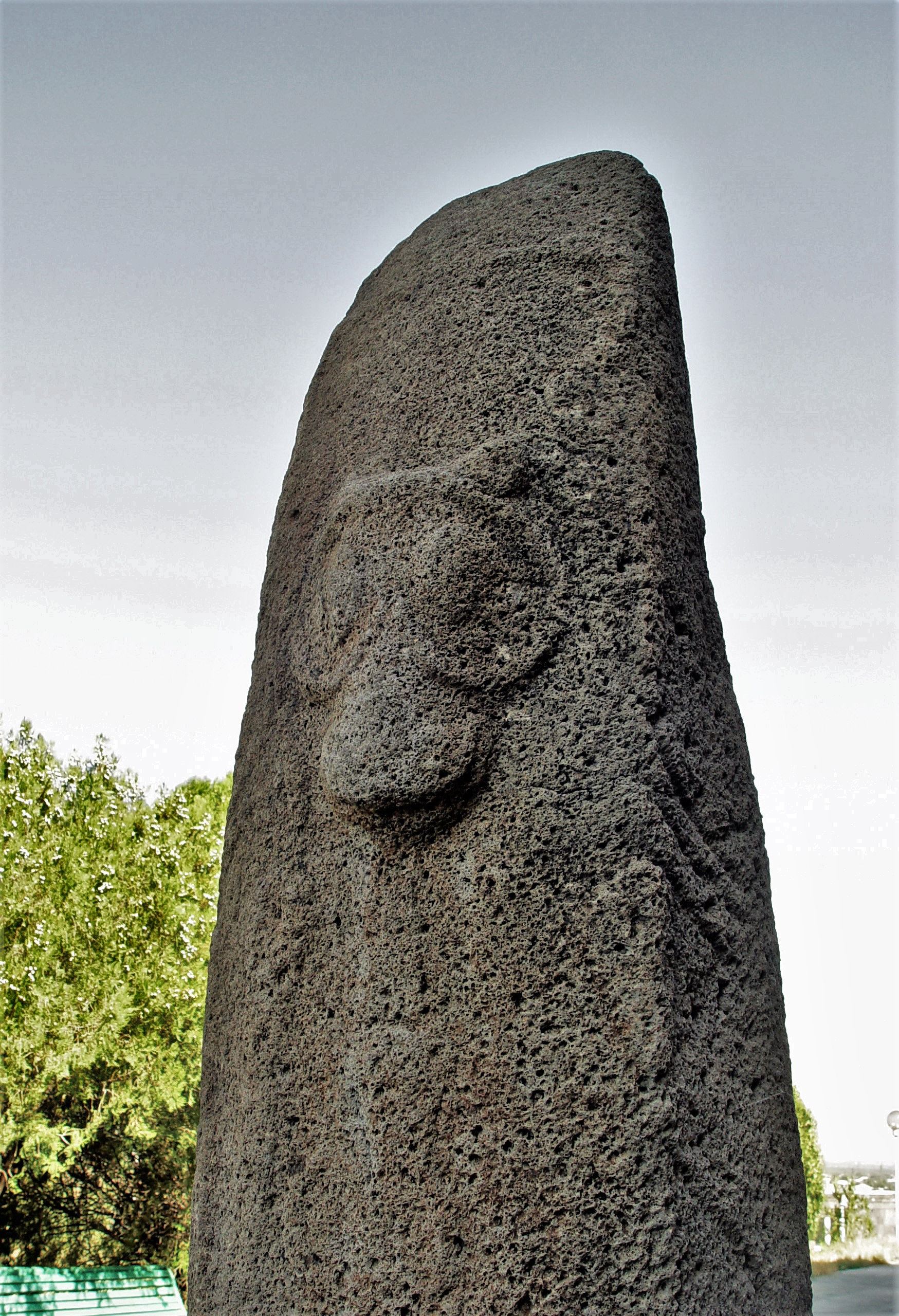
یک ویشاپ

ویشاپاکار ارمنی: Վիշապաքար یا سنگ‌های اژدها که همچنین با نام‌های سنگ‌های ویشاپ، استلاهای ویشاپ و «سنگ‌های مار» نیز شناخته می‌شوند، تک‌سنگ‌های مشخصی هستند که در سرزمین کوهستانی ارمنستان، برکه‌های طبیعی و مصنوعی و دیگر منابع آب یافت می‌شوند. آنها معمولاً از یک تکه سنگ به شکل‌های سیگار با سر ماهی یا مار هستند. ظاهراً آنها تصاویری از ویشاپ‌ها یک اژدهای آبی از فرهنگ عامه ارمنی هستند. حدود ۱۵۰ استلای ویشاپ موجود شناخته شده است که ۹۰ تای آن در ارمنستان یافت هستند. ویشاپاکارها بخشی از میراث فرهنگی ارمنستان هستند و نشان‌دهنده اعتقادات و نمادهای مذهبی مردمان باستانی این منطقه‌اند. برخی محققان معتقدند که این سنگ‌ها نقش آیینی داشته‌اند و برای ارتباط با نیروهای طبیعت یا ارواح مقدس استفاده می‌شدند.

## نام
کلمه «ویشاپ» به معنای «اژدها» است، و «کار» به معنای «سنگ» است. در باورهای اساطیری ارمنی، ویشاپ نماد موجودات عظیم‌الجثه و قدرتمندی است که اغلب با آب، باروری و حفاظت از منابع طبیعی مرتبط بودند.

### مار ویشاپ
ویژگی بارز «ویشاپ» این است که از «آب» آمده و «سمی» هستند؛ بنابراین، آنها به عنوان «اژدهای آب با بزاق سمی» توصیف می‌شوند. این نام ممکن است از یک اصطلاح ایرانی باستانی vi-šāpa گرفته شده باشد، «دارای آب سمی» که برای اشاره به مار استفاده می‌شود.

## موقعیت جغرافیایی
این سنگ‌های یادمانی که به صورت عمودی نصب شده‌اند، اغلب با نقوش اژدها یا موجودات افسانه‌ای دیگر حکاکی شده‌اند. ویشاپاکارها در مناطق مختلفی از ارمنستان و بخش‌هایی از مناطق هم‌جوار آن در قفقاز جنوبی یافت می‌شوند. این سازه‌ها معمولاً در ارتفاعات، نزدیکی منابع آبی، یا مناطقی که از نظر آیینی مهم بوده‌اند، قرار دارند.
این سنگ‌ها در رشته‌کوه گغام، ارمنستان، سواحل شمال‌شرقی دریاچه سوان، دامنه‌های کوه آرارات، گارنی، دره رود چوروه و همچنین مکان‌های دیگر، جایی که در زمان‌های باستان به پرستش سنگ‌های ویشاپ می‌پرداختند، یافت می‌شوند. آن‌ها از سنگ‌های عظیم تراشیده شده‌اند که بزرگ‌ترین آن‌ها ۵٫۰۶ متر ارتفاع دارد و به شکل ماهی، مار، گاو، قوچ، لک‌لک و غیره، همچنین مجسمه‌های پرندگان، معمولاً در فواره‌ها، کانال‌ها، مخازن و دریاچه‌های مصنوعی نزدیک قرار دارند. می‌توان فرض کرد که این سنگ‌ها از طریق پرستش خدایان آب از کشاورزی و آبیاری حمایت می‌کردند.

### موقعیت‌های اصلی ویشاپاکارها

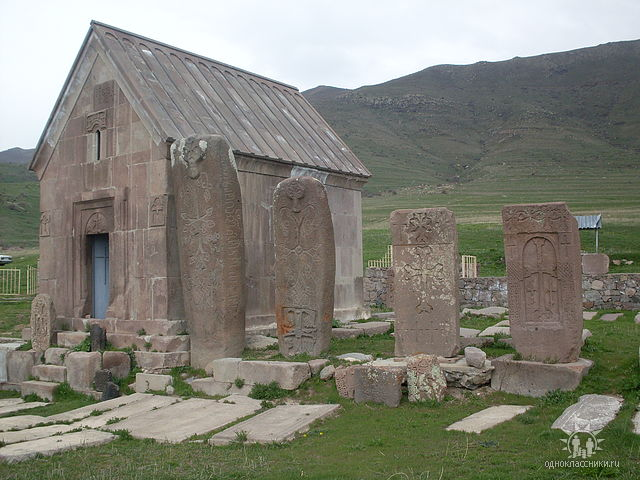
خاچکار آغاونادزور به دو ویشاپ تبدیل شد

#### کوه‌های گغاما (Geghama Mountains)
یکی از مهم‌ترین مناطق یافت شدن ویشاپاکارها. این کوه‌ها در نزدیکی دریاچه سوان و مناطق مرکزی ارمنستان قرار دارند. ویشاپاکارهای کشف‌شده در این منطقه اغلب در نزدیکی چشمه‌های طبیعی و رودخانه‌ها قرار گرفته‌اند.

#### دریاچه سوان (Lake Sevan)
اطراف این دریاچه که یکی از مهم‌ترین منابع آب شیرین ارمنستان است، چندین ویشاپاکار دیده شده است. نزدیکی به آب نشان می‌دهد که این سنگ‌ها احتمالاً نقشی آیینی در ارتباط با منابع آب داشته‌اند.

#### منطقه آرارات (Ararat Region)
این منطقه تاریخی که یکی از نمادهای مهم ارمنستان است، نیز محل یافتن برخی از ویشاپاکارها بوده است.

#### کوه‌های آرگاتس (Mount Aragats)
در این منطقه نیز ویشاپاکارهایی کشف شده‌اند. آرگاتس یکی از کوه‌های مهم ارمنستان با موقعیت جغرافیایی و فرهنگی خاص است.

#### مناطق جنوبی ارمنستان
در بخش‌هایی از استان سیونیک (Syunik Province) و نواحی هم‌مرز با ایران، نمونه‌هایی از ویشاپاکارها دیده شده‌اند.

### خارج از ارمنستان
گرجستان: برخی از سنگ‌های مشابه ویشاپاکار در مناطق جنوبی گرجستان کشف شده‌اند.
ترکیه شرقی: مناطق هم‌مرز با ارمنستان (به‌ویژه استان‌های شرقی ترکیه) نیز نشانه‌هایی از سازه‌های مشابه دارند.

## کشف

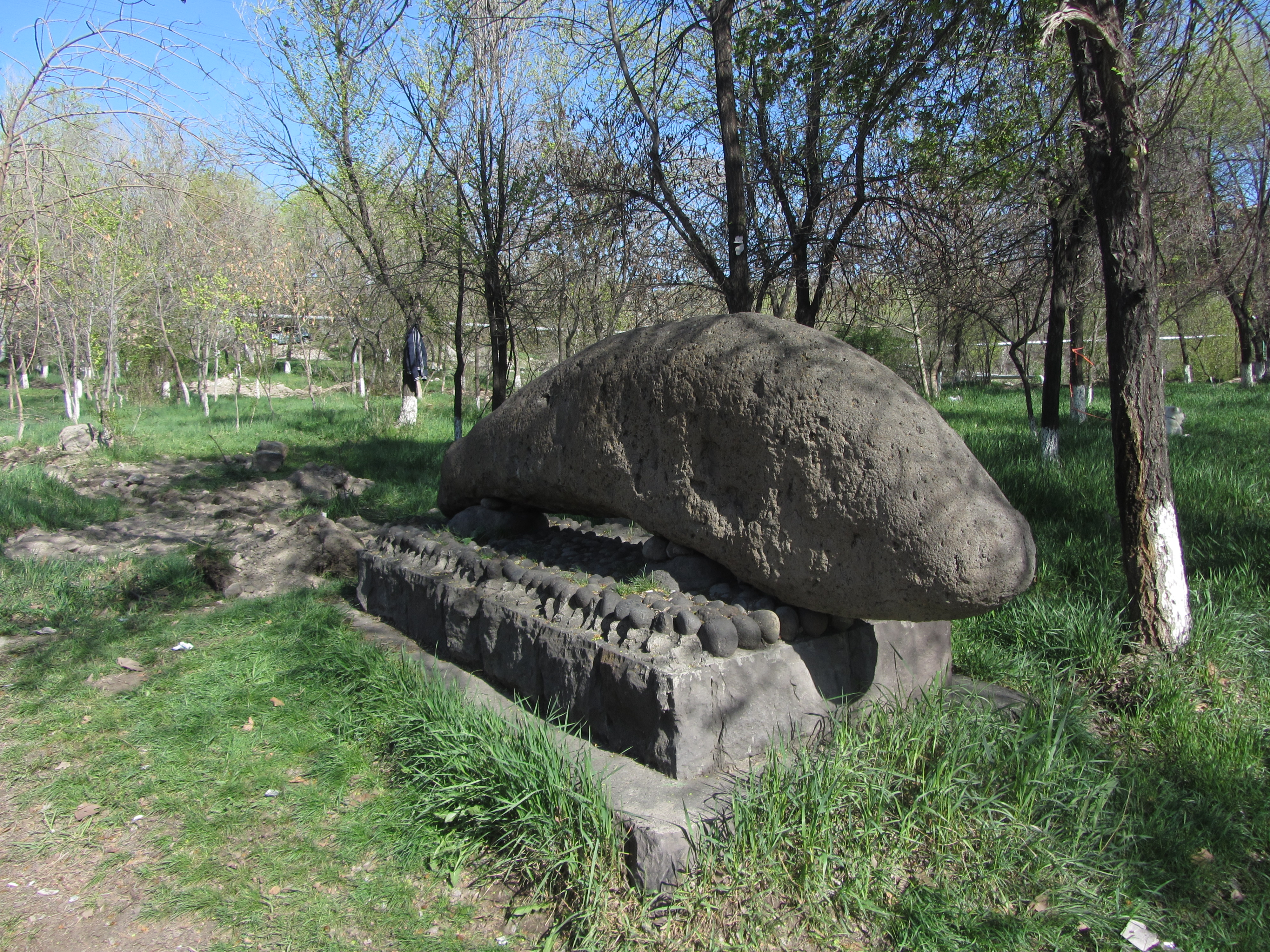
ویشاپ در منطقه نور نورک ایروان

ویشاپس توسط نویسنده ارمنی آترپت در سال ۱۸۸۰ معرفی شد که آثار او در سال ۱۹۲۶ منتشر شد. در سال ۱۹۰۹، زمانی که نیکلاس مار و یاکوف اسمیرنوف از معبد گارنی ارمنستان برای حفاری دیرینه‌شناسی بازدید کردند، ساکنان محلی داستان‌هایی دربارهٔ ویشاپ‌هایی شنیدند که در کوه‌های بلند وجود دارند. دانشمندان این سفر را سازماندهی کردند و از کوه‌های گغام صعود کردند تا وجود ویشاپ‌ها و اینکه آیا آنها اهمیت علمی دارند یا خیر. یافته‌های کوه‌های گغام در سال ۱۹۳۱ منتشر شد.
دانشمندان در کوهستان مجسمه‌های سنگی مگالیتیک را کشف کردند که ارمنی‌ها آن را «ویشاپ» می‌نامیدند و بیشتر به شکل ماهی بودند. بزرگ‌ترین ویشاپ ۴٫۷۵ متر ارتفاع و ۵۵ سانتی‌متر عرض داشت. در سال ۱۹۰۹ تمام ویشاپ‌ها ویران شدند و بخشی از آنها در خاک مدفون شدند. سپس کاوشگرهای دیگری که در کوه‌های گغام سازماندهی شده بودند، ویشاپ‌های بیشتری پیدا کردند. در سال ۱۹۱۰، نیکلاس مار و یاکوف اسمیرنوف قبلاً ۲۷ مجسمه مگالیتیک مشابه پیدا کرده بودند. ویشاپ‌های مشابهی در دریاچه سوان ارمنستان، جنوب گرجستان، و ترکیه امروزی شرقی (ارمنستان غربی تاریخی) کشف شدند.

## قدمت
تعیین سن ویشاپ‌ها بسیار دشوار است. بناهای تاریخی دور از محله‌ها قرار می‌گیرند که تجزیه و تحلیل رادیوکربن بقایای آلی آن‌ها را قادر می‌سازد تا سن تقریبی را تعیین کنند. در اولین نمایش یورت غول پیکر ویشاپ که پیدا شد، تصاویری از صلیب و حروف ارمنی مربوط به قرن سیزدهم وجود داشت. وضعیت صلیب و نوشته‌ها نشان می‌دهد که در قرن سیزدهم، ویشاپ هنوز در وضعیت عمودی قرار داشته است. در سال ۱۹۶۳ در منطقه گارنی یک ویشاپ یافت شد که دارای کتیبه ای از آرگیشتی اول اورارتو (قرن هشتم قبل از میلاد) بود.
همچنین شباهت‌هایی با بناهای تاریخی یافت شده در شمال مغولستان وجود دارد.

## ویژگی‌ها
ویشاپاکارها عمدتاً در مناطقی که:
ارتفاعات بالا دارند، آب فراوان یا منابع طبیعی قابل‌توجهی در دسترس است، و مکان‌هایی که احتمالاً با آیین‌های مرتبط با طبیعت و باروری پیوند داشته‌اند، دیده می‌شوند. نزدیکی این سازه‌ها به منابع طبیعی نشان‌دهندهٔ اهمیت آیینی و نمادین آن‌ها برای مردم باستانی بوده است.
اندازه: معمولاً بین ۱٫۵ تا ۵ متر ارتفاع دارند.
شکل: اغلب استوانه‌ای یا منشوری با طرح‌هایی از اژدها، مار، ماهی، و نمادهای دیگر هستند.
قدمت: به دوره عصر برنز (حدود ۲۰۰۰ تا ۱۰۰۰ پیش از میلاد) بازمی‌گردند.
مکان‌ها: این سنگ‌ها در نزدیکی منابع آبی مانند چشمه‌ها یا رودخانه‌ها قرار داده می‌شدند، که ممکن است با باورهای آیینی مربوط به آب و باروری مرتبط باشند.

## نامزد ثبت جهانی
ویشاپس و منظر فرهنگی تیرین‌کاتار نامزد میراث جهانی یونسکو شده است و شاید در فهرست میراث جهانی یونسکو قرار گیرد.

## نگارخانه

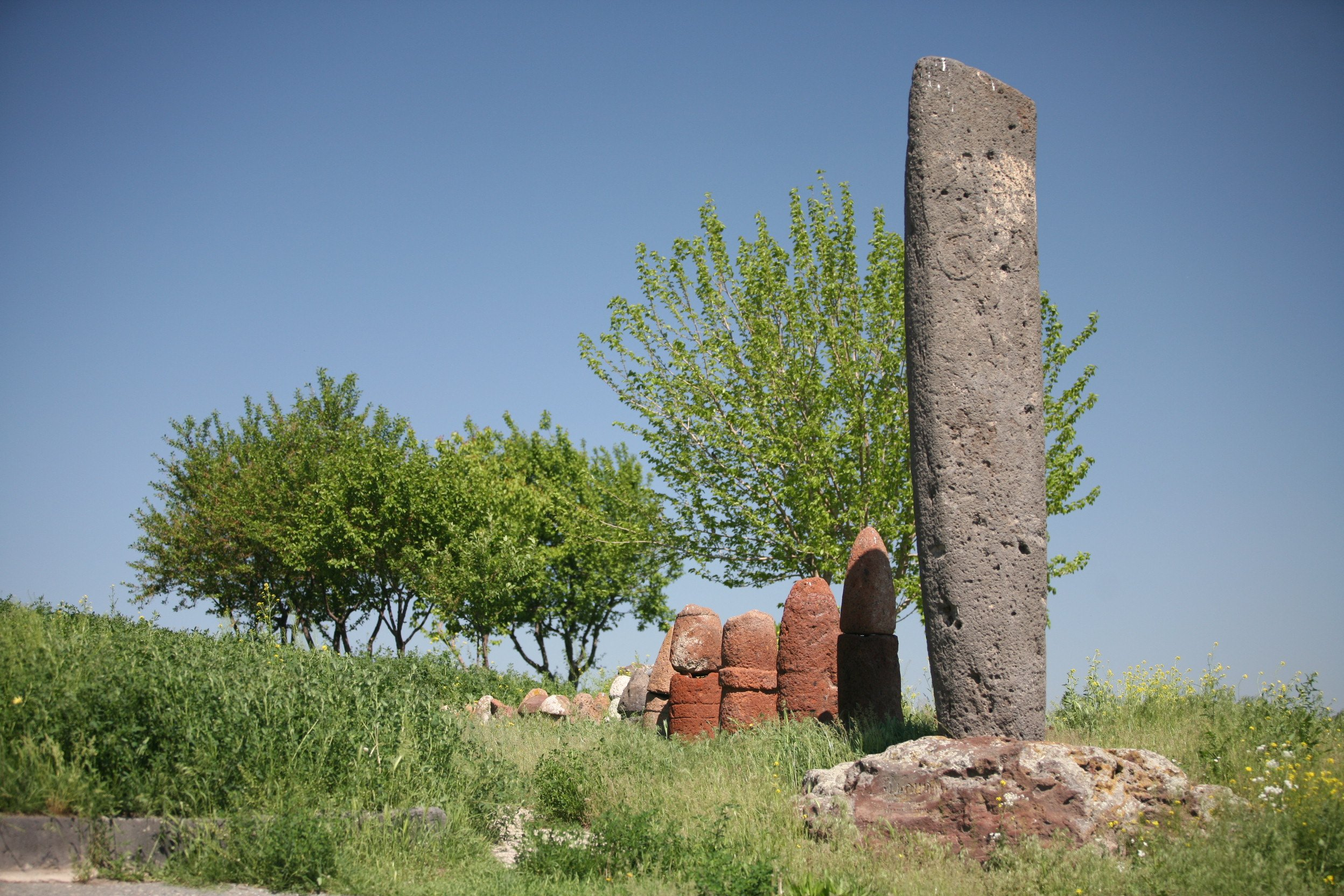
ویشاپاکار در نزدیکی موزه متسامور
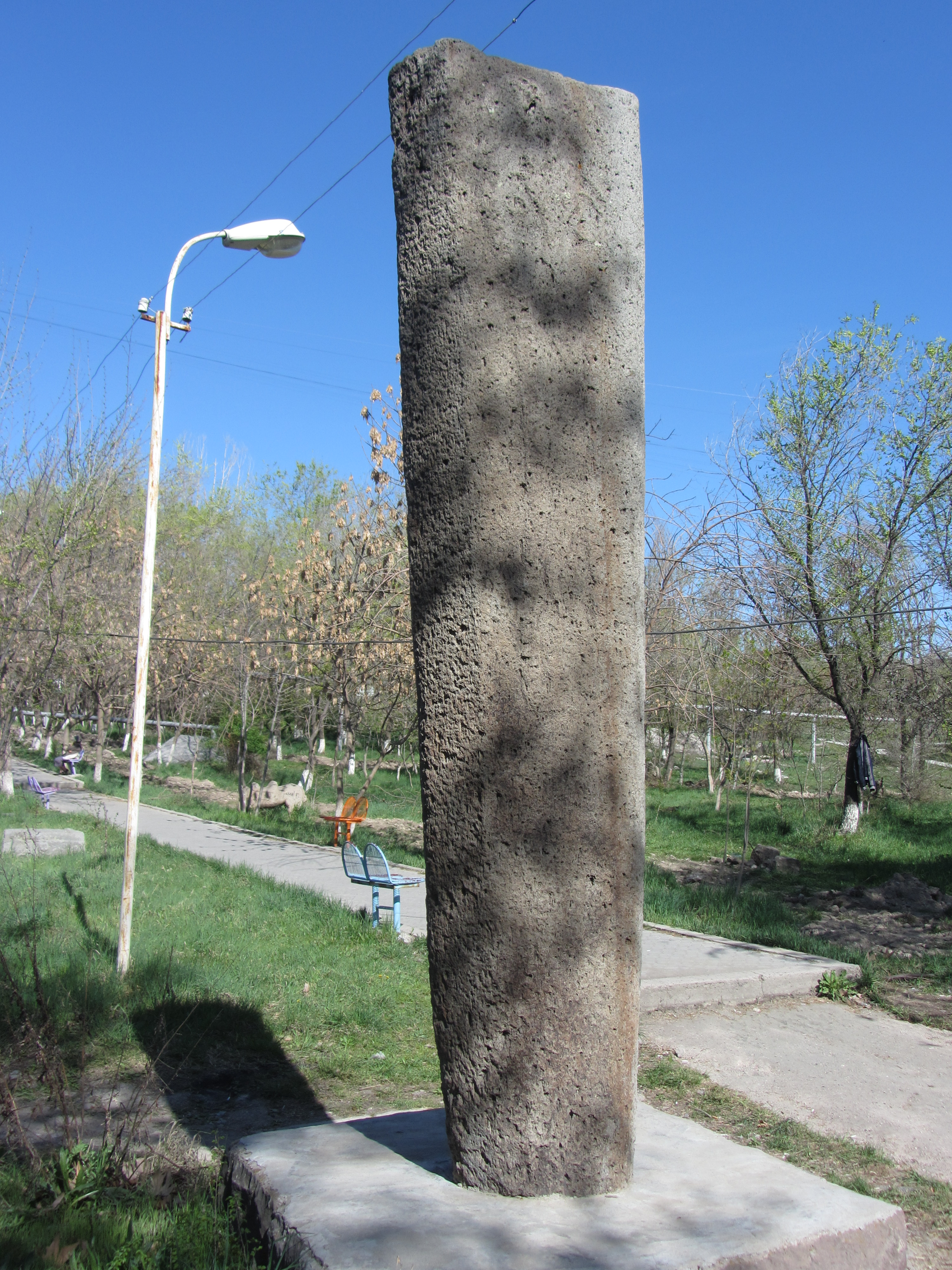
ویشاپاکار در ایروان
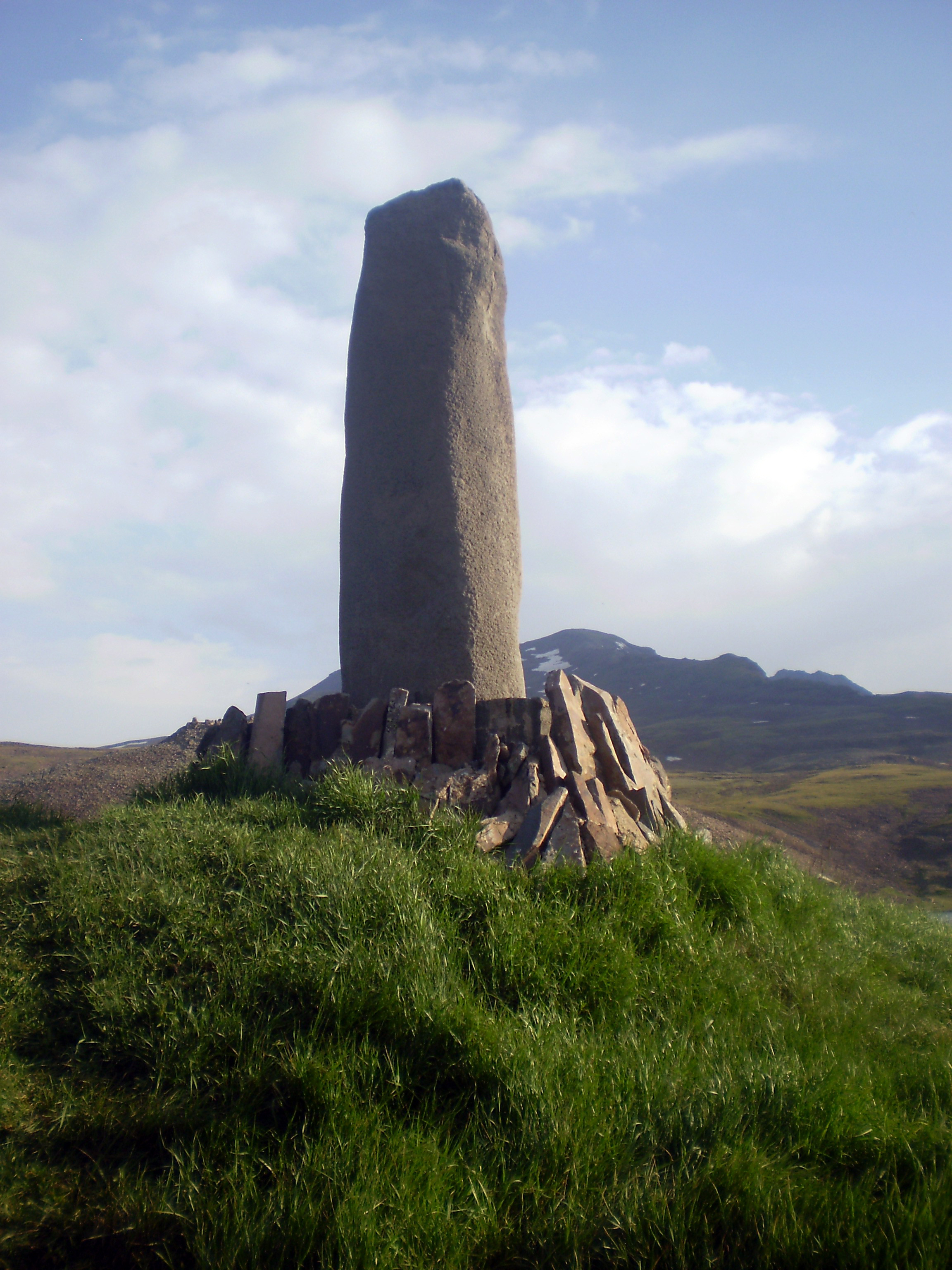
ویشاپاکار در دامنه کوه آراگاتس
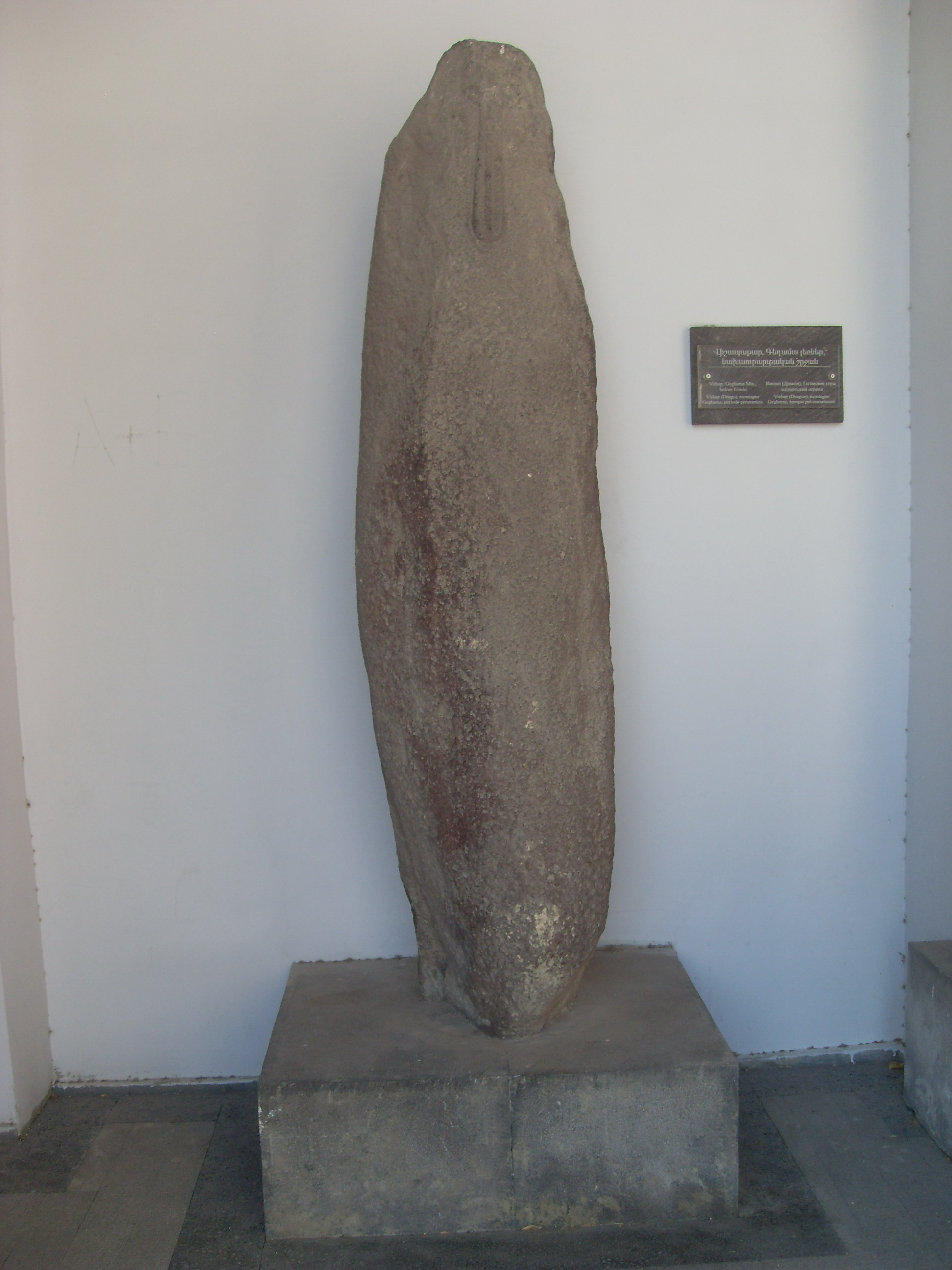
ویشاپاکار سمت راست ساختمان ماتناداران
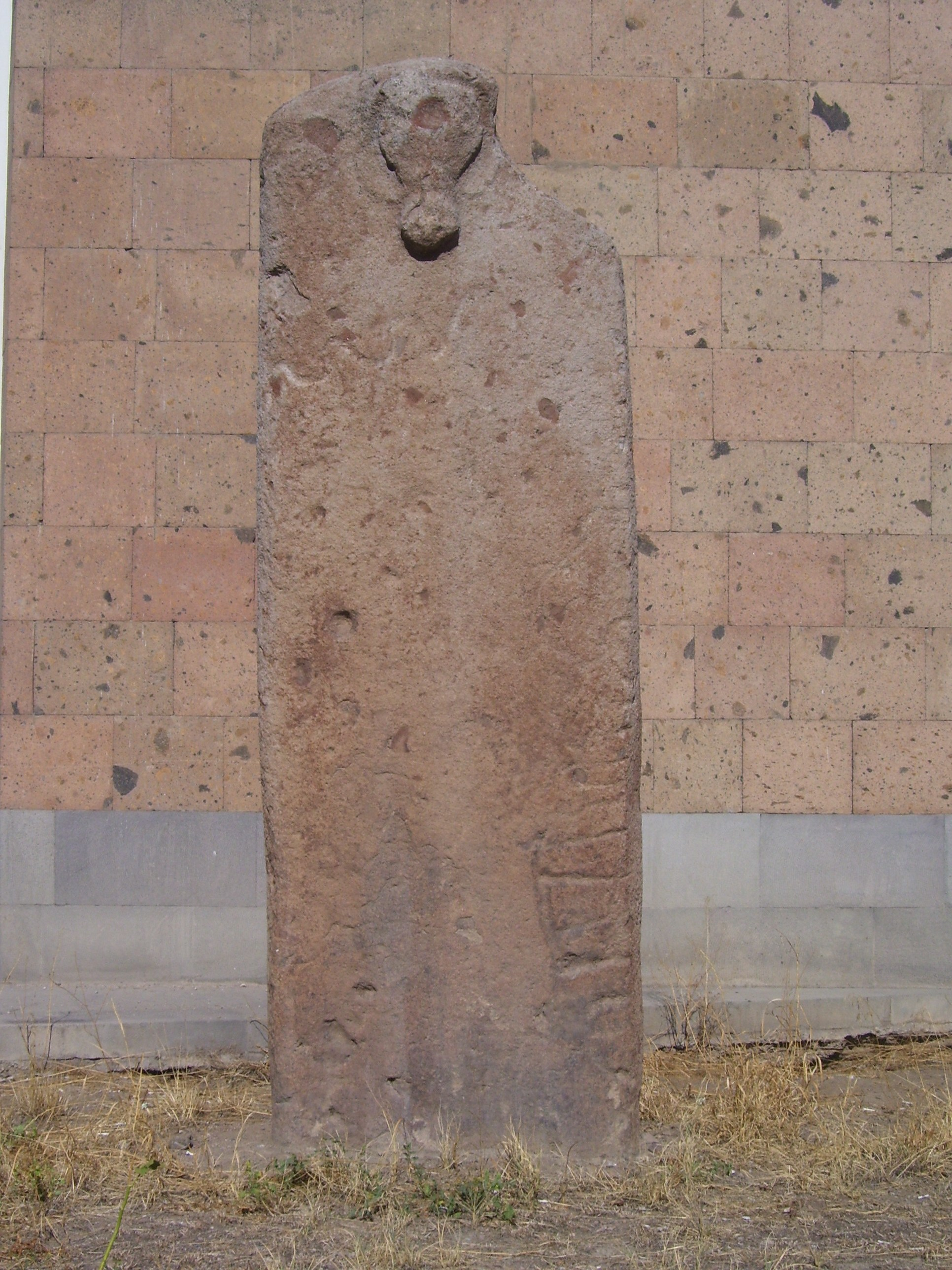
ویشاپ در نزدیکی سومین ساختمان دولتی ایروان
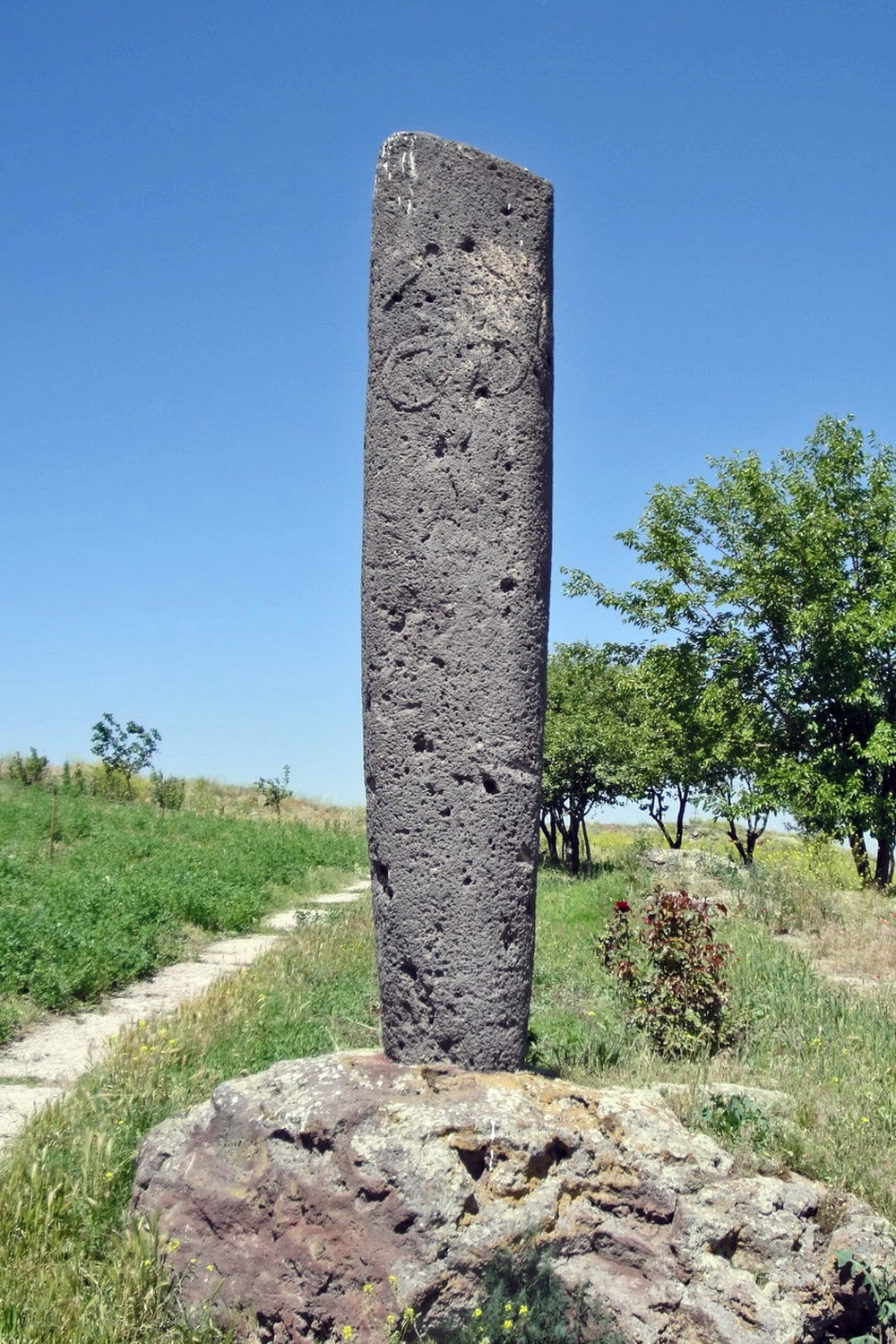
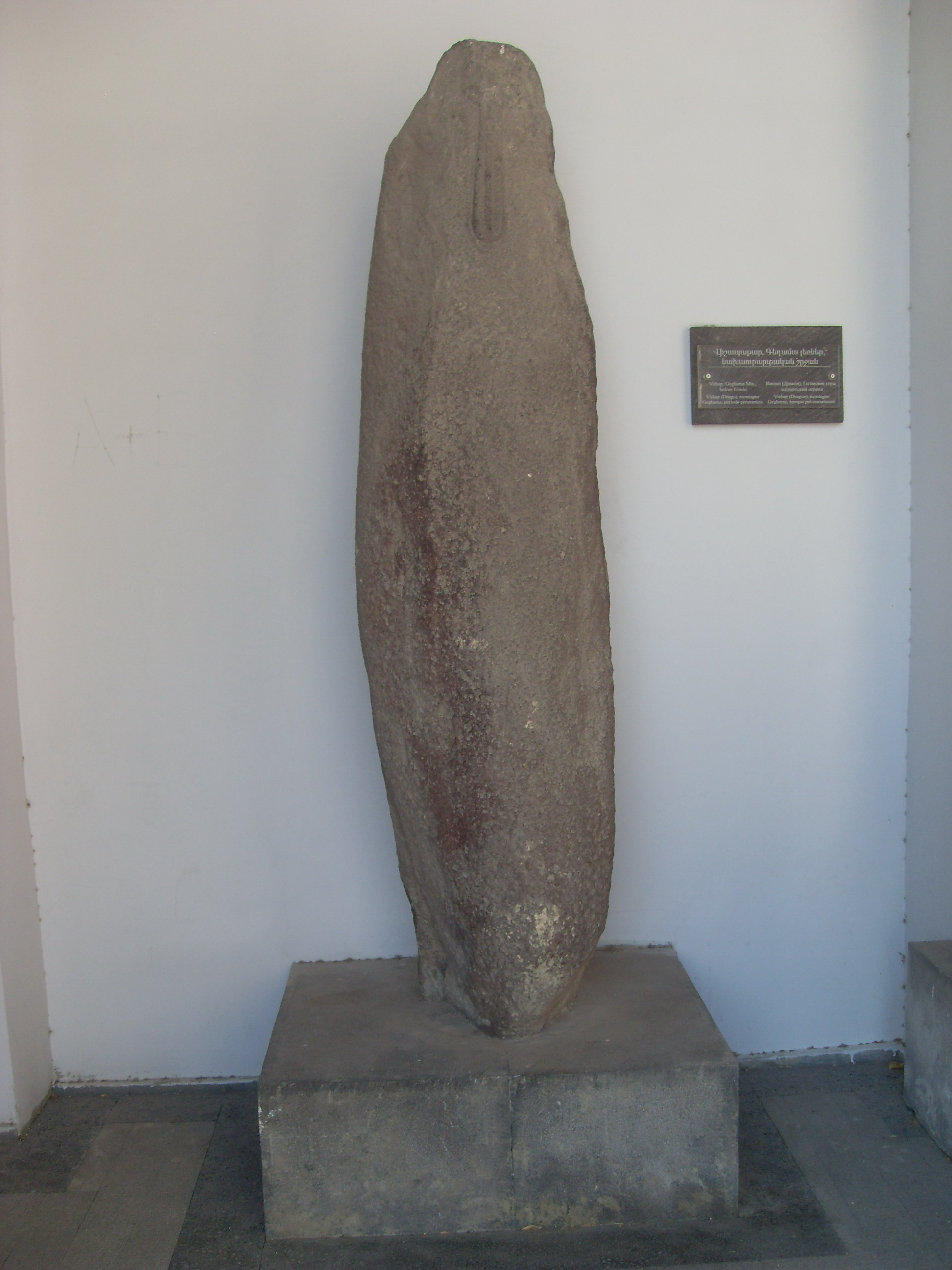
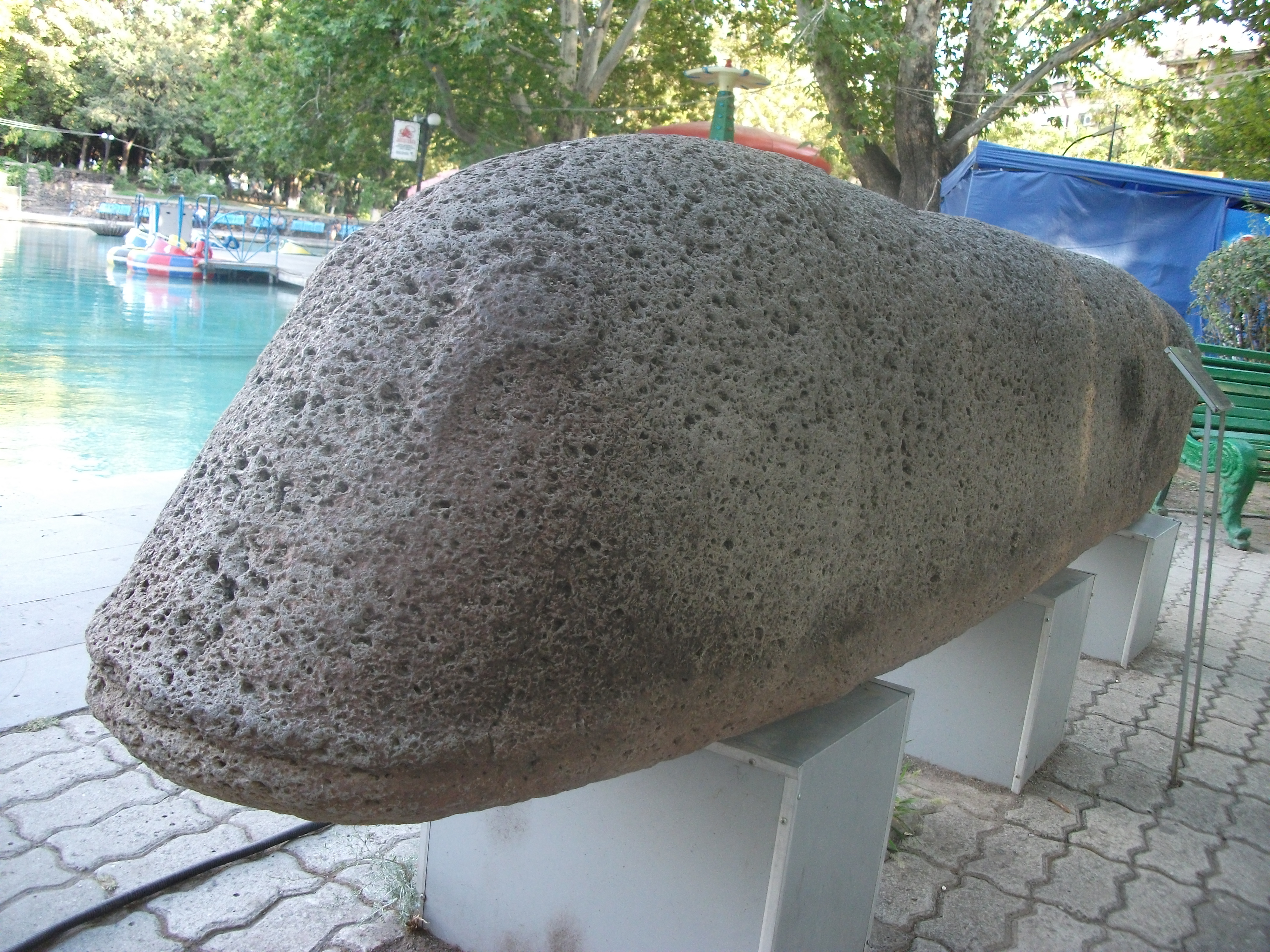
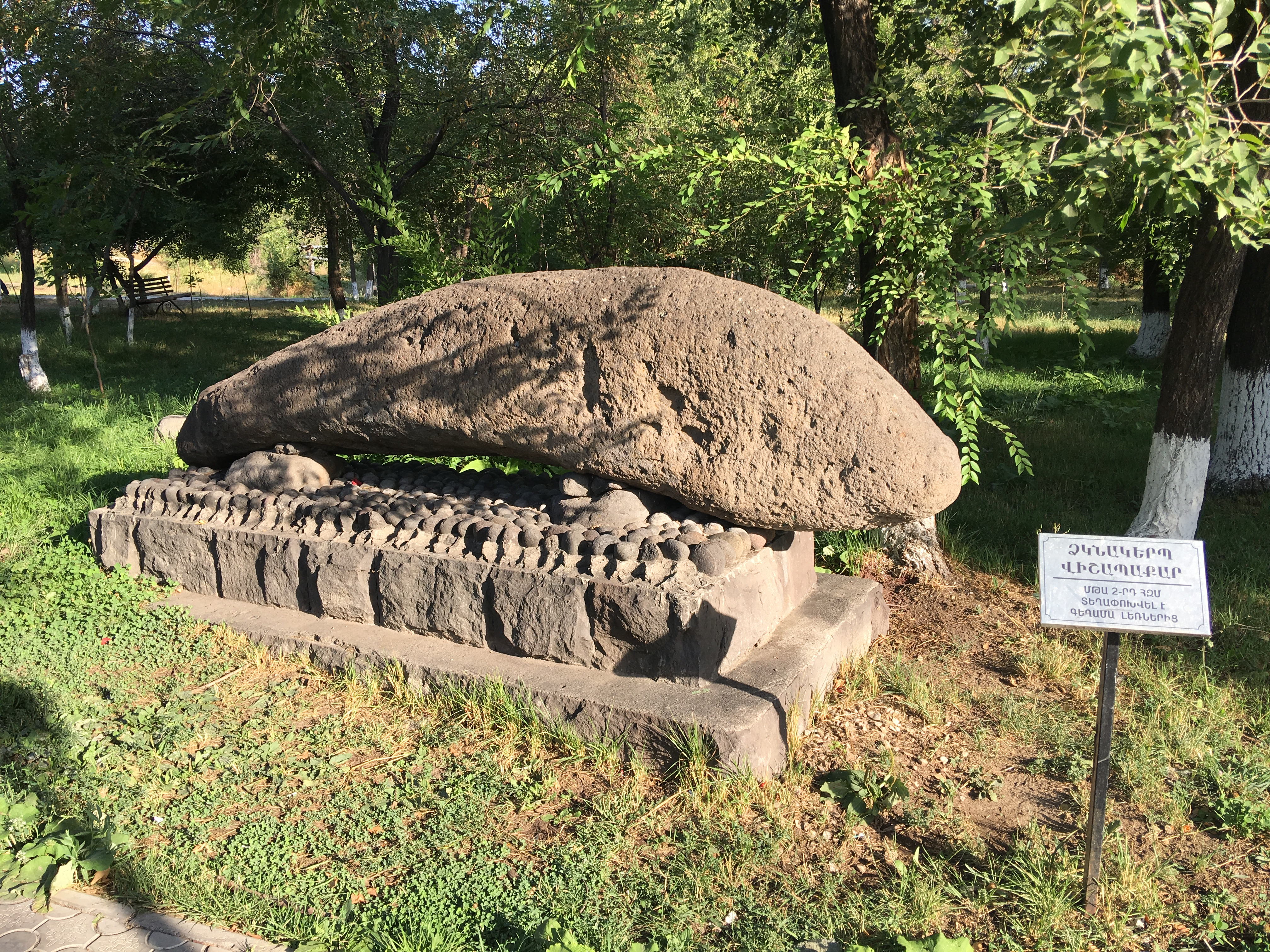
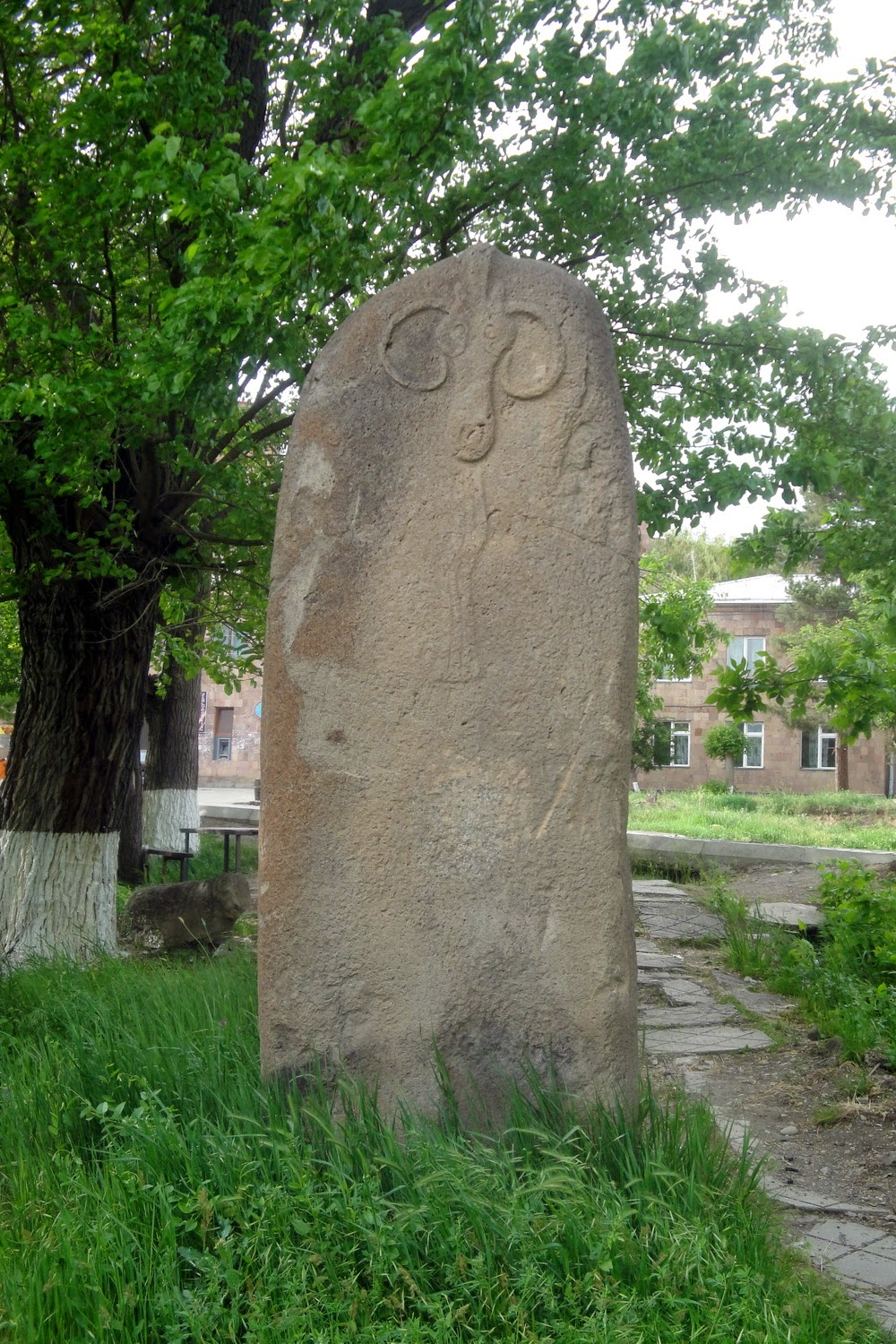
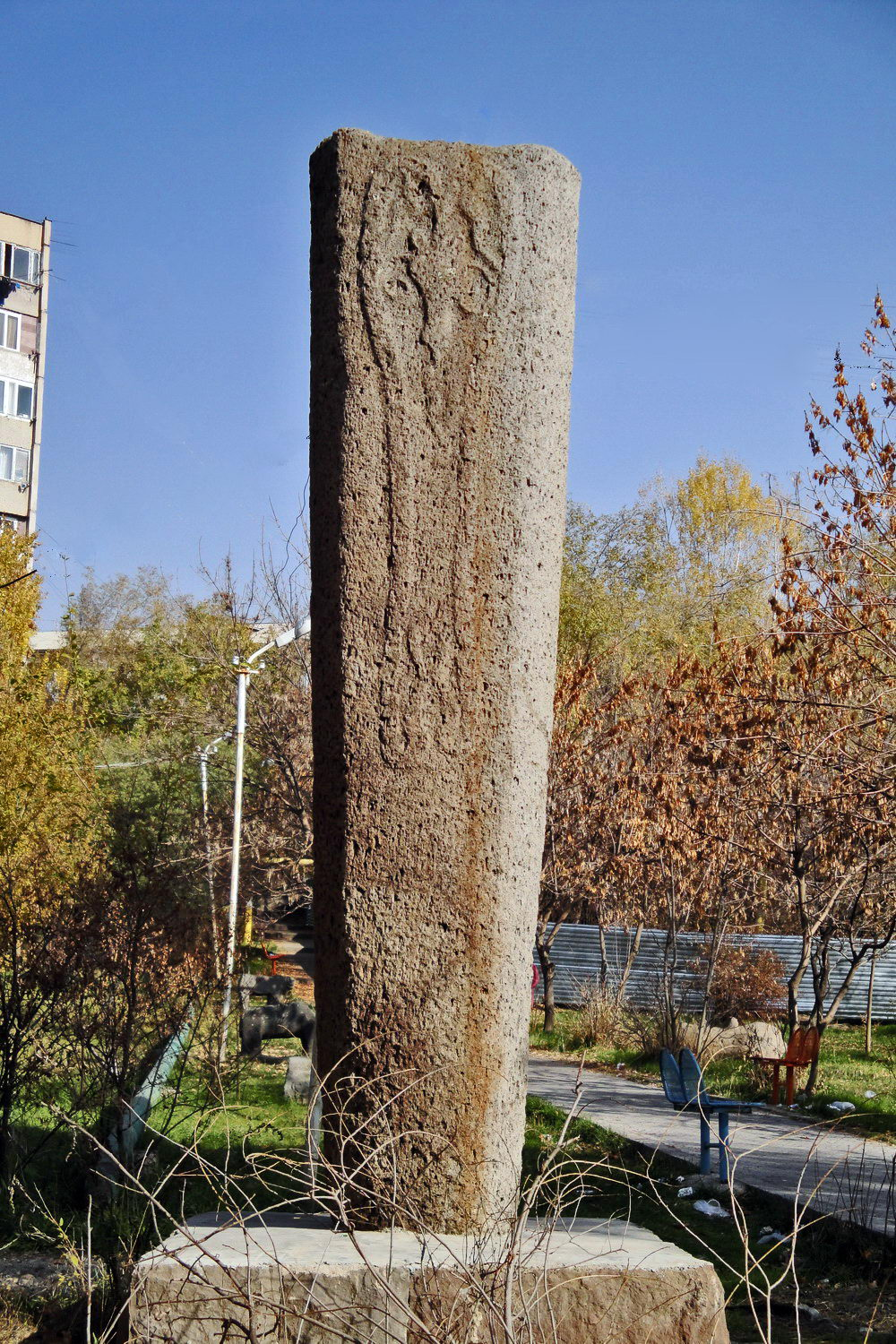
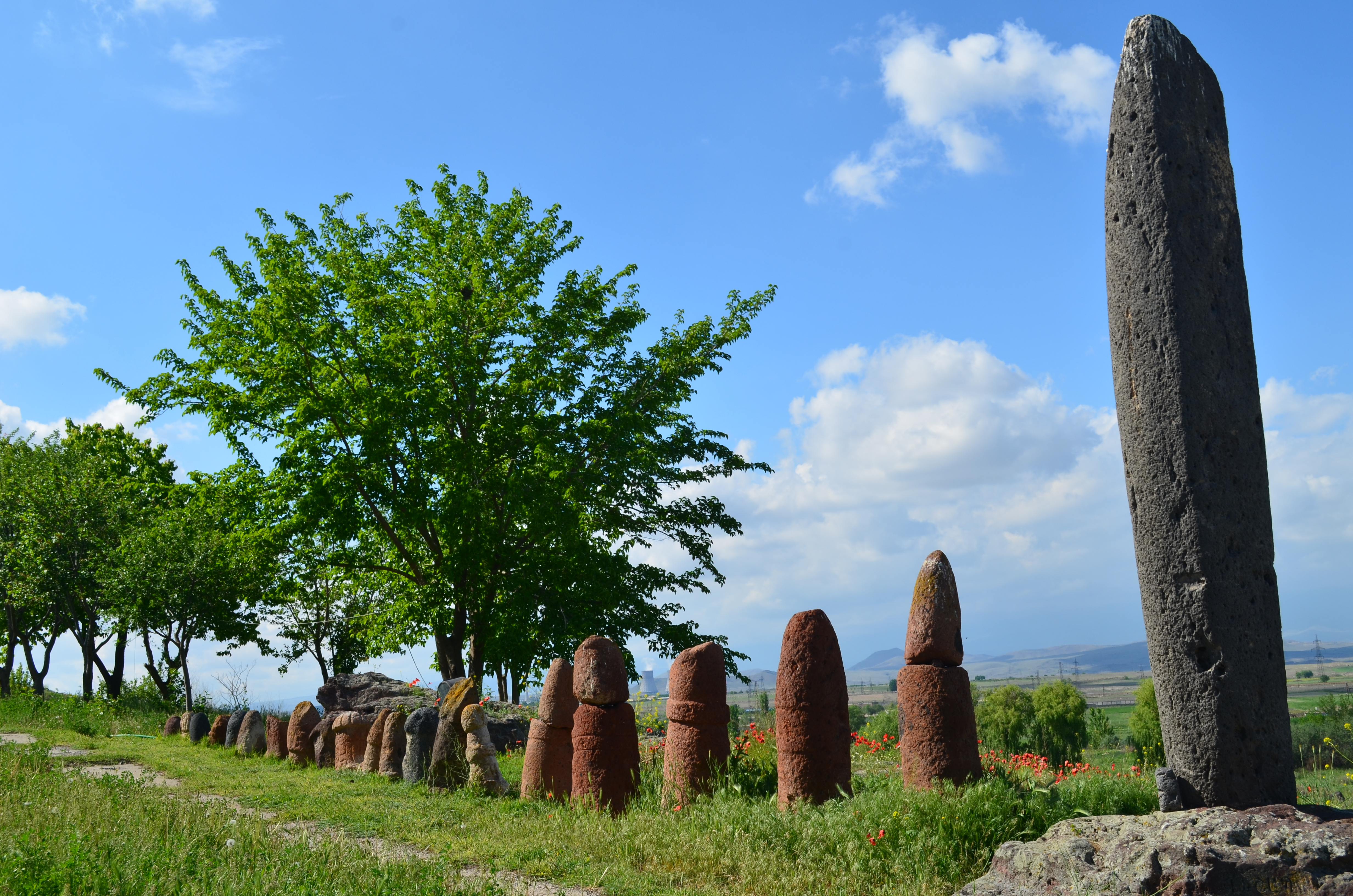
ویشاپاکار در متسامور
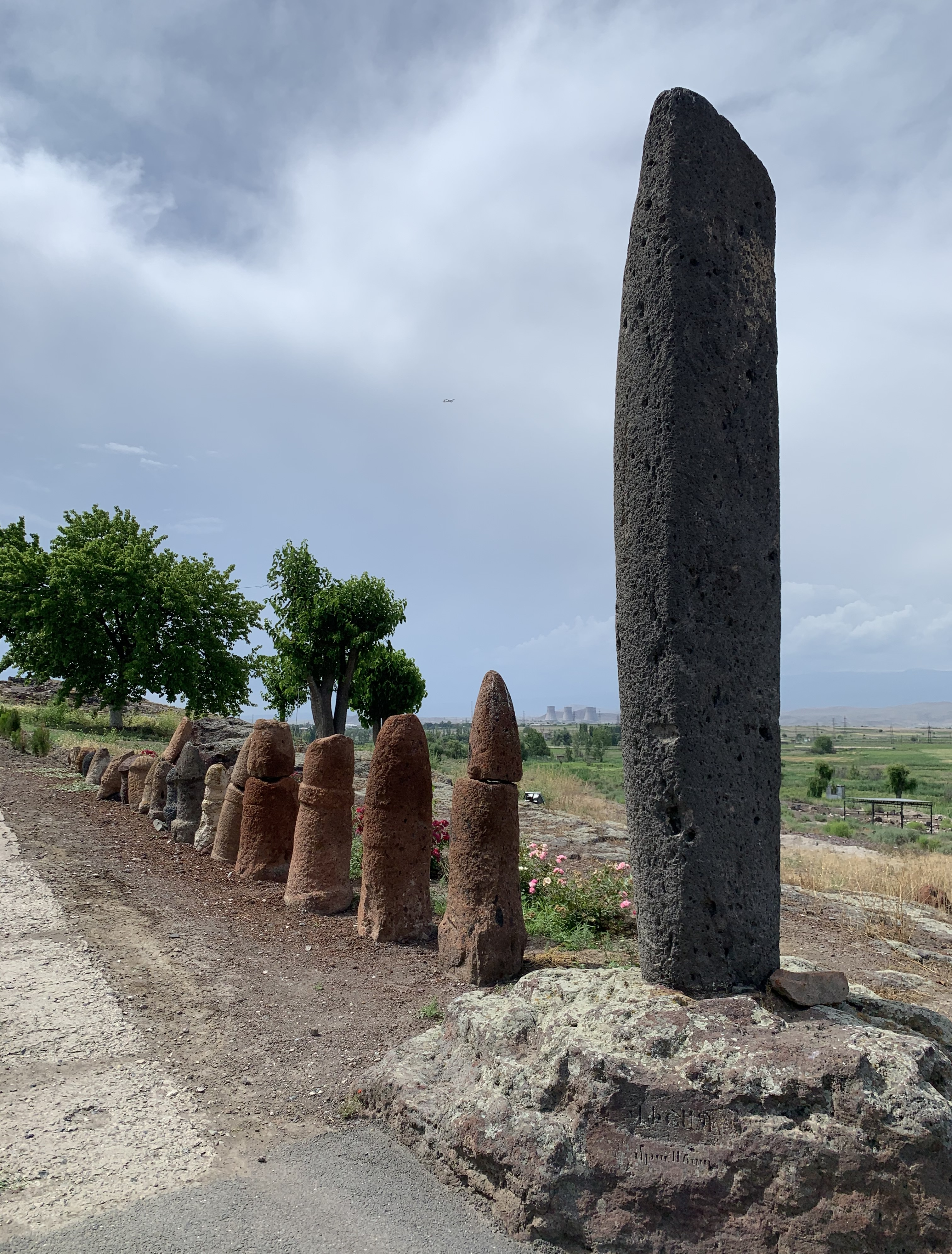
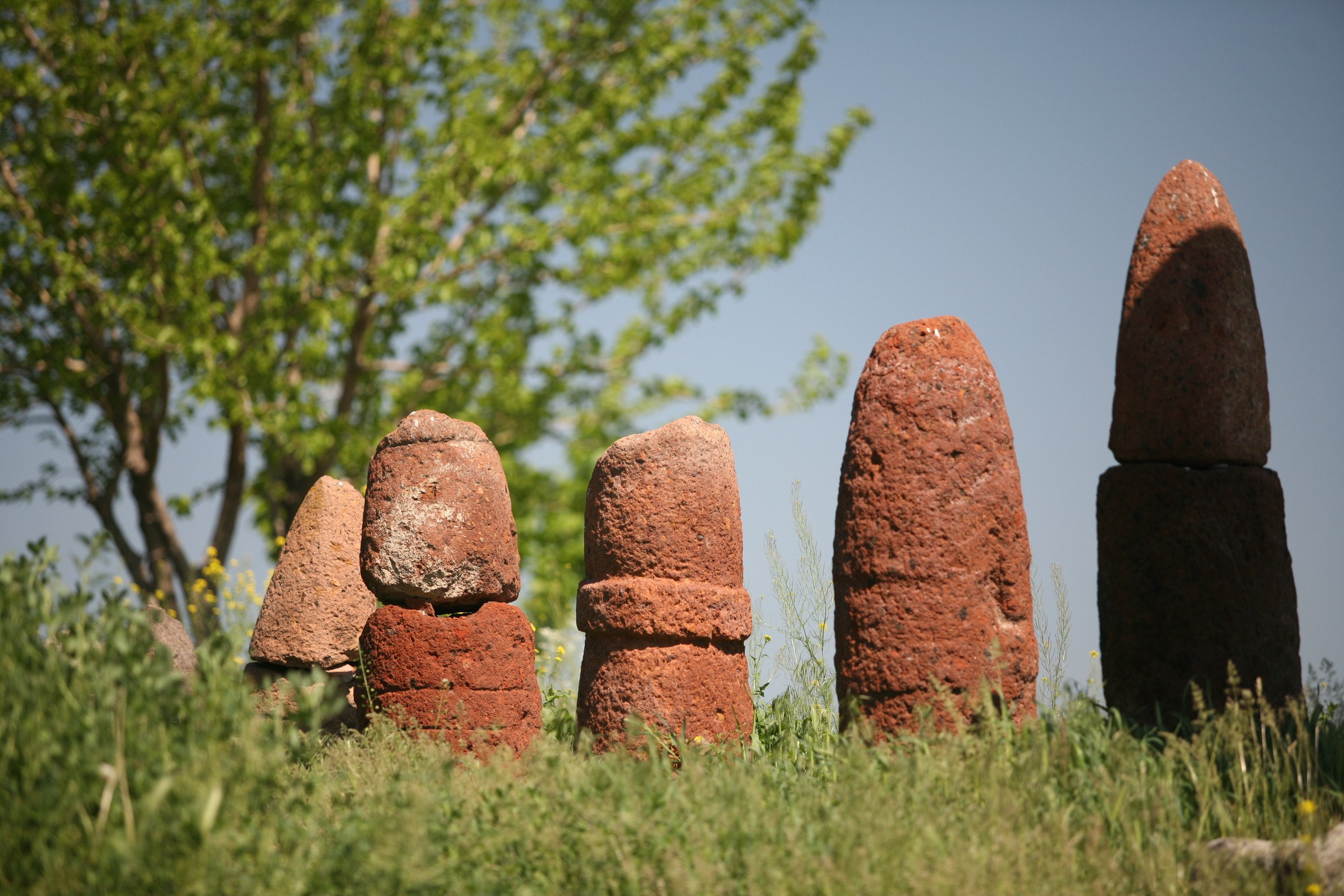